# Joodse begraafplaats (Oudenbosch)
De Joodse begraafplaats aan de Zandeweg in het Nederlandse dorp Oudenbosch (provincie Noord-Brabant) is gesticht in 1783. Toen gaf de gemeente Oudenbosch toestemming om een stuk grond van 2 are 32 centiare als begraafplaats in te richten ten behoeve van de Joodse ingezetenen. Het stukje grond, later bekend als Jodendekske, lag tegen de gemeentegrens aan. Volgens de registers zijn er zo'n 60 mensen begraven. Het aantal bewaard gebleven grafstenen is echter slechts 7.
In 1845 kwam er een einde aan de Oudenbossche Joodse gemeenschap en daarna zijn er geen mensen meer begraven.